# 会派
会派（かいは）とは、特定の集団に於いて、趣旨を共有するメンバーによって構成される団体。一子相伝制や門人への流派免許を与える家元制を取っている伝統的な芸道等では流派という呼称が用いられている。
- 政治：国政等の議会（衆議院や参議院、都道府県議会・地方議会）において認可されている任意の議員集団。

- 書道：日本書芸院に登録されている会派に21派から成る【漢字会派】、17派から成る【かな学会】、【篆刻会派】の篆社がある。
- 俳句：結社ともしばしば混用されており、その明らかな違いについては明確化されていない。

他に華道や雅楽に於いても、過去の伝統的な流派から離脱し、新たな方向性を画策しようとする団体が会派を名乗るケースがある。